# جوزيف نيومان (صحفي)
جوزيف نيومان (بالإنجليزية: Joseph Newman)‏ هو صحفي أمريكي، ولد في 1913، وتوفي في 18 أبريل 1995.